# Lewis Buxton
Lewis Buxton (Newport, 10 dicembre 1983) è un ex calciatore inglese, di ruolo difensore.

## Carriera

### Club
Durante la sua carriera ha giocato con numerose squadre di club, tra cui lo Sheffield Wednesday, in cui milita dal 17 ottobre 2008.